# Base Speicher
La « base Speicher » ou « camp Speicher », officiellement Tikrit Air Academy et anciennement COB Speicher et Al Sahra Airfield, est une académie militaire des forces armées irakiennes, située près de Tikrit en Irak. 

## Histoire
Ancien stade de football reconvertie en base aérienne et aérodrome, elle est capturée lors de l'opération liberté irakienne par les forces armées des États-Unis. Ces derniers la reconvertissent en base américaine de type COB (contingency operating base) et la base est renommée d'après le militaire Scott Speicher (en), première victime américaine de la guerre du Golfe.
En juin 2014, elle est capturée par les forces de l'État islamique qui y massacrent de 1 660  à   1 700 personnes, : le massacre de Tikrit.